# Daniel Kleppner
Daniel Kleppner (né le 16 décembre 1932 à New York et mort le 16 juin 2025) est un physicien américain, titulaire de la médaille Frederic-Ives.
Il est membre de l'Académie nationale des sciences et de l'Académie des sciences.